# Heleia crassirostris
El anteojitos picogordo (Heleia crassirostris) es una especie de ave paseriforme de la familia Zosteropidae  endémica de las islas de Sumbawa y Flores, pertenecientes a Indonesia, en la Wallacea.

## Distribución geográfica yhábitat
Es endémica de las islas menores de la Sonda centrales (Flores y Sumbawa). Sus hábitats naturales son los bosques tropicales tanto montanos como de tierras bajas.